# 加茂野駅
加茂野駅（かものえき）は、岐阜県美濃加茂市加茂野町木野にある、長良川鉄道越美南線の駅である。駅番号は2。

## 歴史

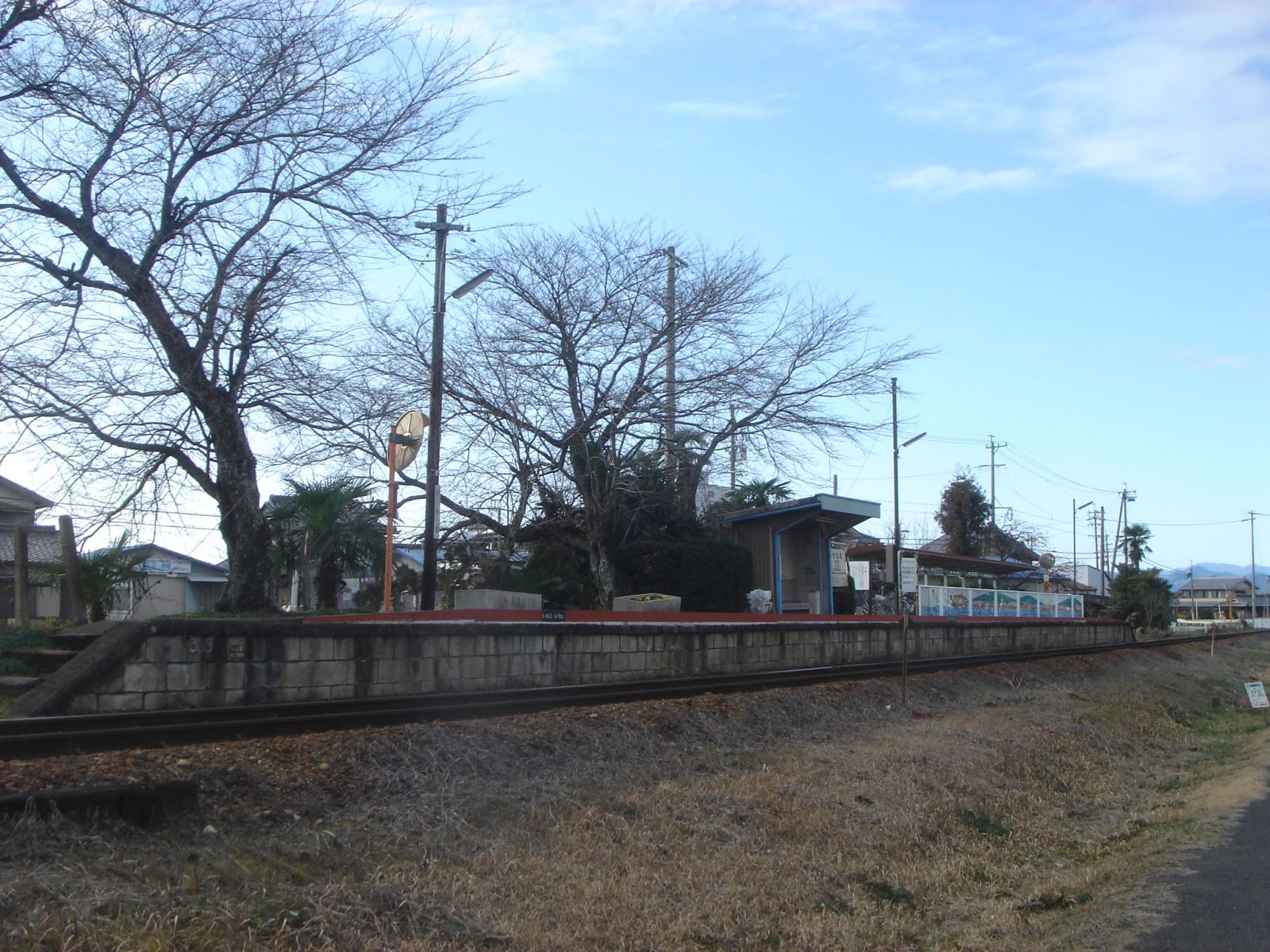
駅全景（2008年）

- 1952年（昭和27年）12月26日：国鉄越美南線の加茂野口駅（かものぐちえき）として新設[1]。旅客営業のみ。
- 1986年（昭和61年）12月11日：越美南線が長良川鉄道へ転換、同社の駅となる。同時に加茂野駅（かものえき）に改称、従来の加茂野駅は富加駅へ改称[1]。

## 駅構造
単式ホーム1面1線を有する地上駅。
無人駅。駅前には駐輪場が設置されている。

## 利用状況
近年の1日平均乗車人員の推移は以下の通り。
- 2009年次 - 49人
- 2010年次 - 45人
- 2011年次 - 59人
- 2012年次 - 52人
- 2013年次 - 48人
- 2014年次 - 58人
- 2015年次 - 59人
- 2016年次 - 57人
- 2017年次 - 51人
- 2018年次 - 48人
- 2019年次 - 52人
- 2020年次 - 58人

## 駅周辺
- 美濃加茂市立加茂野小学校
- 今泉グラウンド
- 今泉池
- ブリヂストンタイヤ岐阜販売美濃加茂営業所
- ヘルスバンク加茂野店
- マクセルフロンティア岐阜事業所
- イエローハット美濃加茂店
- 岐阜県道364号大平賀富加停車場線
- 国道248号

## 隣の駅
長良川鉄道
■越美南線
前平公園駅（1） - 加茂野駅（2） - 富加駅（3）